# Bismarckdwergijsvogel
De bismarckdwergijsvogel (Ceyx websteri; synoniem: Alcedo websteri) is een vogel uit de familie Alcedinidae (ijsvogels). Deze vogel is genoemd naar de Engelse ontdekkingsreiziger en verzamelaar Herbert Cayley Webster (1862-1917). 

## Kenmerken
De vogel is 22 cm lang en weegt 54 tot 67 g, vrouwtjes zijn iets zwaarder dan mannetjes. De vogel is relatief groot ten opzichte van de andere soorten uit het geslacht Ceyx. De vogel is overwegend blauw met een roomkleurige borst en buik. De snavel is zwart met een lichte punt, het oog is zwart en de poten zijn grijsbruin.

## Verspreiding en leefgebied
Deze soort is endemisch op de Bismarckarchipel ten noordoosten van Nieuw-Guinea. Het leefgebied bestaat uit regenwoud, maar ook wel iets aangetast bos langs de benedenloop van langzaam stromende rivieren. Daar waar de rivier overgaat in mangrove, wordt deze dwergijsvogel vervangen door de gewone ijsvogel en hoger op, langs sneller stromende water komt eerder de bosdwergijsvogel voor.

## Status
De grootte van de populatie werd in 2012 door BirdLife International geschat op 3500 tot 15.000 individuen en de populatie-aantallen nemen af. Het leefgebied wordt aangetast door ontbossing waarbij natuurlijk bos wordt omgezet in oliepalmplantages. Om deze redenen staat deze soort als kwetsbaar op de Rode Lijst van de IUCN.